# SWAT
|  | Per a altres significats, vegeu «Swat». |

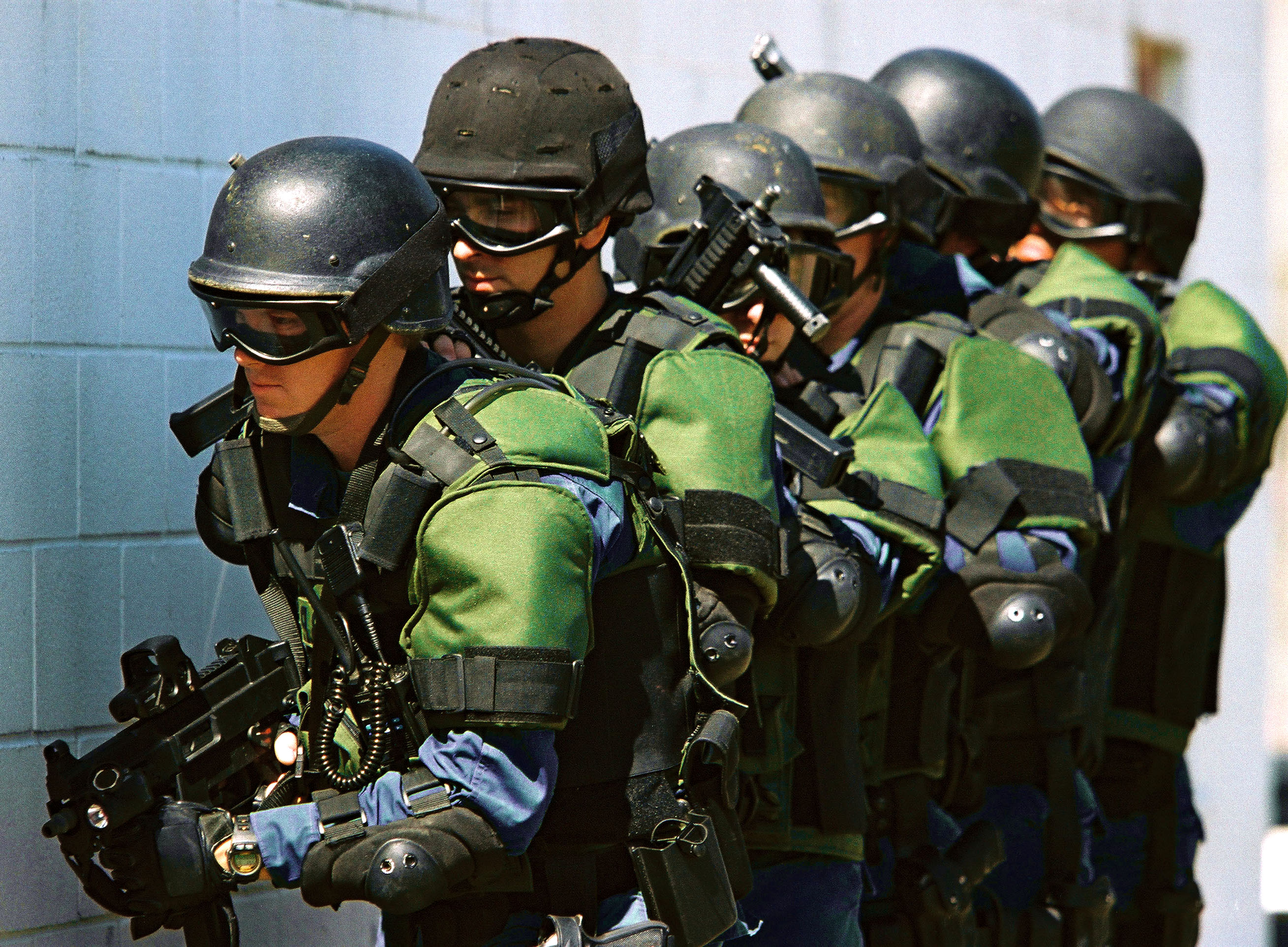
Equip SWAT oficials d'aduanes i fronteres

SWAT són les sigles de Special Weapons and Tactics (Armes i Tàctiques Especials), i originalment de Special Weapons Assault Team (Equip d'Assalt d'Armes especials). El terme SWAT fa referència a les unitats especialitzades en intervencions perilloses de diversos cossos policials dels Estats Units.

## Història
La creació dels equips SWAT està especialment lligada amb el Departament de Policia de Los Angeles i de l'aleshores inspector Daryl F. Gates, el qual arribaria a ser cap del Departament. A la fi de la dècada de 1960 es va fer necessari respondre a situacions de risc amb rapidesa i contundència, a causa de recents incidents de gran violència amb civils armats com el cas el 1966 d'un franctirador que disparava indiscriminadament des d'una torre a Texas.
Al principi, el SWAT de Los Angeles s'entrenava sota la supervisió del Cos de Marines dels Estats Units, del qual van treure la major part de les seves tàctiques i armament, encara que havent d'adaptar-se a les necessitats de la policia perquè el lema "Salvar Vides" prevalgui.
El grup tàctic SWAT estava ja reconegut com la força de temps complet per a totes situacions en el departament de policia de Los Angeles; tal va ser així que altres ciutats dels Estats Units ja tenien el seu propi equip SWAT. Després durant la dècada de 1980 els millors agents del SWAT van ser enviats a països d'Europa com Anglaterra, Alemanya, França, Espanya, etc., per a crear-hi altres grups similars. Així es pot veure que van sorgir altres grups tàctics com el GSG9 (Alemanya), el GEO (Espanya), els GEI (Catalunya) i altres forces tàctiques que avui són mundialment reconegudes.

## Els SWAT en la ficció
Els SWAT han aparegut en nombroses pel·lícules i sèries de televisió. El cas més destacat és el de la sèrie homònima dels 1970, coneguda a Espanya com Els homes de Harrelson, en la qual es narraven les aventures del SWAT del Departament de Policia de Los Angeles. El 2003 es va realitzar una pel·lícula basada en la sèrie i protagonitzada per Samuel L. Jackson i Colin Farrell.
Els SWAT també han protagonitzat diversos videojocs, com la saga creada per Sierra Entertainment i el mateix fundador del SWAT Daryl F. Gates. La saga està formada pels jocs Daryl F. Gates' Police Quest: SWAT (1997), Police Quest SWAT 2 (1998), SWAT 3: Close Quarters Battle (1999) i SWAT 4 (2006).